# Іщук Роман
Роман Іщук — український селянин, господар із села Сушно (нині Шептицький район, Львівська область, Україна), громадський діяч. Посол Галицького сейму 2-го скликання (обраний в окрузі Лопатин — Броди — Радехів від IV курії, входив до складу «Руського клубу».. У 1874 році був обраний до Ради Кам'янко-Струмилівського повіту.